# José Pardo Montoya
José Pardo Montoya (Múrcia, 17 d'abril de 1911 - Barcelona, 8 de maig de 1973) fou un futbolista espanyol de la dècada de 1930.

## Trajectòria
Començà a practicar el futbol a la seva ciutat natal a començament de la dècada de 1930, jugant als clubs Imperial FC i Reial Múrcia CF. Jugà durant dues temporades al Racing de Ferrol, i el 1935 ingressà al RCD Espanyol, club amb el qual debutà a la primera divisió. Continuà a l'Espanyol durant la guerra civil, i finalitzada la mateixa fou fitxat per l'Hèrcules CF. El seu darrer club fou el Reial Betis.